# Блер Еванс
Блер Еванс  (англ. Blair Evans, 3 квітня 1991) — австралійська плавчиня, олімпійська медалістка.

## Виступи на Олімпіадах
| Олімпіада   | Дисципліна                      | Місце |
| ----------- | ------------------------------- | ----- |
| Лондон 2012 | естафета 4 × 200 вільним стилем | 2     |
| Лондон 2012 | 400 метрів, комплексне плавання | 13    |